# Anne Pratt
Pour les articles homonymes, voir Pratt.
Anne Pratt est une illustratrice botanique et ornithologique anglaise, née le 5 décembre 1806 à Strood (Kent, Angleterre) et morte en 1893 à Londres.

## Biographie
Originaire de Strood dans le Kent, Anne Pratt est la deuxième des trois filles de Robert Pratt, épicier et de Sara Bundock, son épouse, aux origines huguenotes. Elle est l'une des illustrateurs botaniques anglais les plus connus de l'époque victorienne. En raison d'une mauvaise santé et d'un «genou raide» dans l'enfance, elle est encouragée à délaisser les activités de plein air pour se concentrer par le dessin. Sa sœur ainée se charge de lui rapporter de l'extérieur tous types de végétaux qu'elles collectionnent dans l'herbarium familial. Anne Pratt reçoit son éducation au sein de la Eastgate House de Rochester. Le Docteur Dods, un ami de la famille, l'initie à la botanique.
En 1826, elle déménage à Brixton dans la banlieue de Londres, où elle développe véritablement sa carrière en tant qu'illustratrice. Elle s'installe à Douvres en 1849, puis à East Grinstead en 1866, où elle épouse John Pearless. Le couple déménage alors à Redhill. Anne Pratt décède à Shepherd's Bush, quartier de Londres, en 1893. 

## Carrière professionnelle
Anne Pratt a écrit et illustré plus d'une vingtaine d'ouvrages dans sa carrière. Elle utilise principalement le processus de chromolithographie, en collaborant avec le graveur et spécialiste de cette technique, William Dickes. Ses textes rédigés dans un style populaire ont contribué à la vulgarisation scientifique de la botanique et à son accès auprès d'un large public. Bien que ses ouvrages se vendent correctement et que ses illustrations soient reconnues exactes, elle est vivement critiquée en raison de son manque de formation scientifique formelle. 
Son ouvrage le plus reconnu reste The Flowering Plants, Grasses, Sedges, and Ferns of Great Britain and Their Allies the Club Mosses, Pepperworts, and Horsetails (1855-1873), un projet en six volumes couvrant plus de 1 500 espèces et comprenant 300 illustrations. Plus d'une décennie a été nécessaire à Anne Pratt pour publier l'intégralité de ses recherches,. L'ouvrage devient la référence pour les botanistes britanniques de la première moitié du XXe siècle. En 1950, ses illustrations des fougères sont utilisées dans un autre ouvrage de référence, The Observer's Book of Ferns. Les dessins de taille plus importante et en demi-tons ne lui sont cependant pas attribués. 

## Illustrations

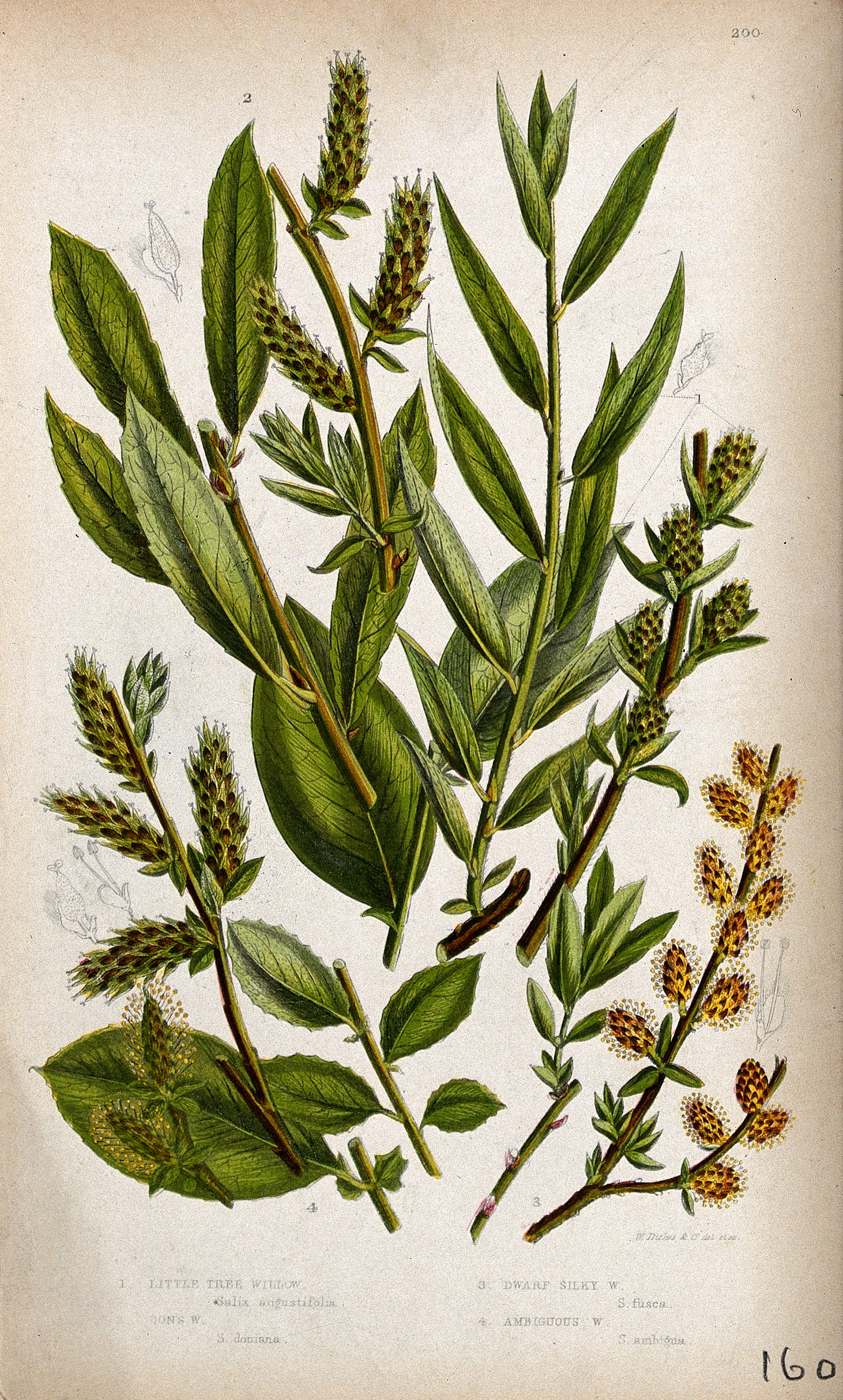
Quatre tiges de plantes avec leurs chatons, toutes provenant de types de saules (espèces de Salix). Chromolithographie par W. Dickes et co., Anne Pratt, 1855.
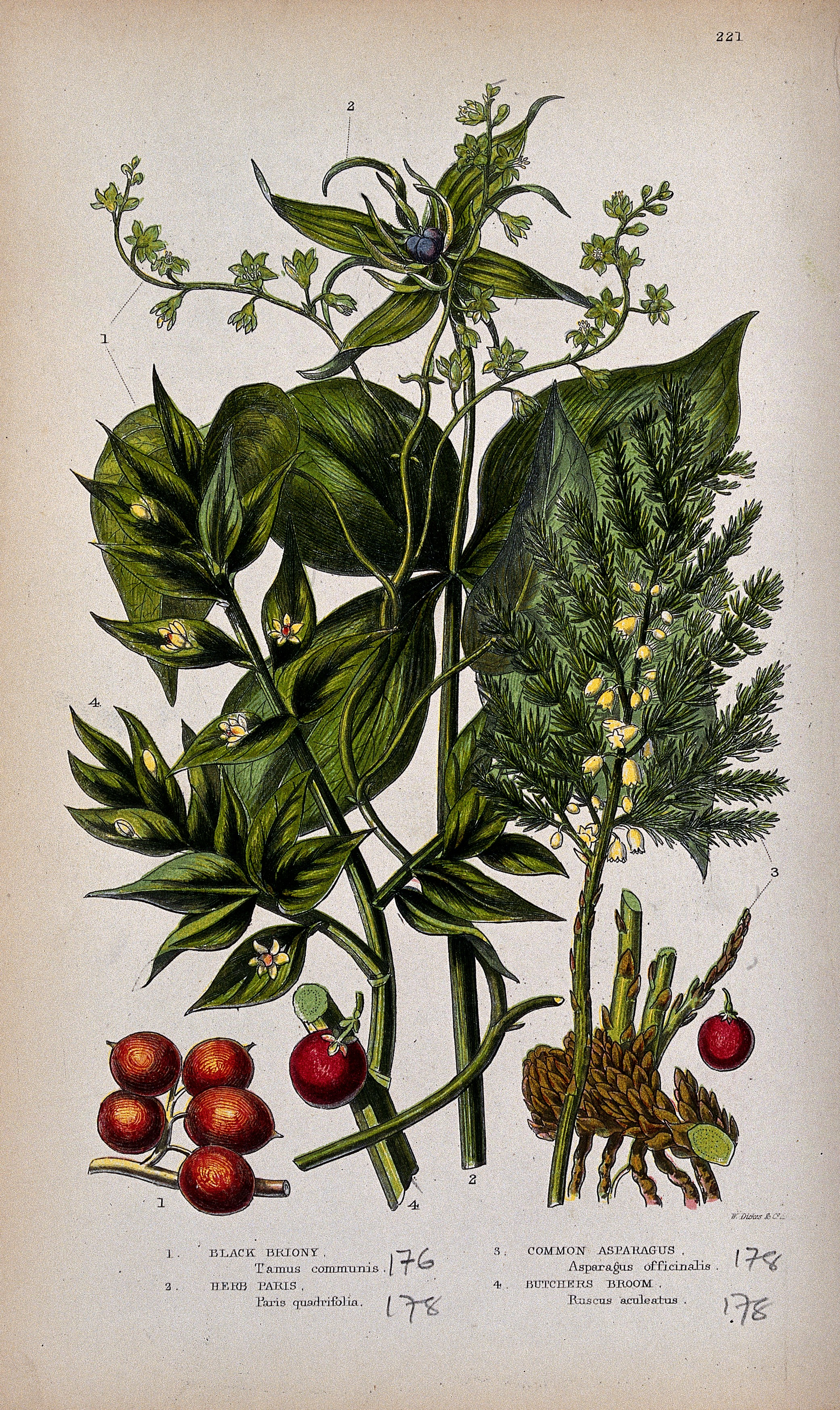
Quatre plantes à fleurs et à fruits : Tamier commun, Parisette à quatre feuilles, asperges et Fragon faux houx. Chromolithographie par W. Dickes et co., Anne Pratt, 1855.
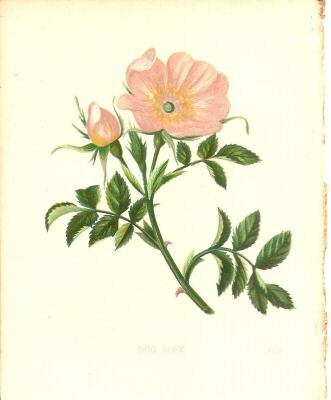
Rosier des Chiens par Anne Pratt, extrait de l'ouvrage Wild Flowers (1852)
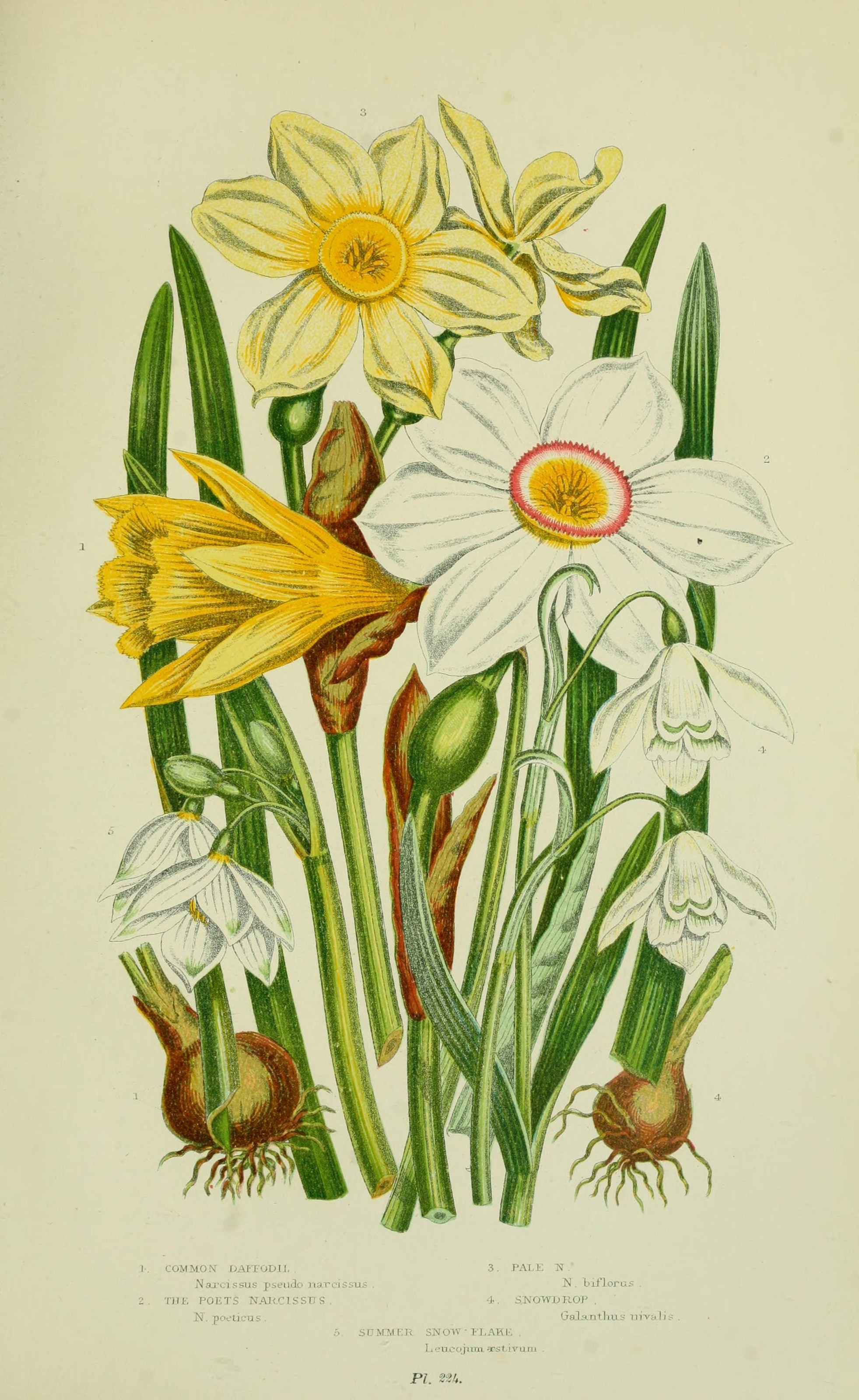
Planche de The Flowering Plants, Grasses, Sedges, and Ferns of Great Britain and Their Allies the Club Mosses, Pepperworts, and Horsetails, Frederick Warne and Co., Anne Pratt, 1855–1873.
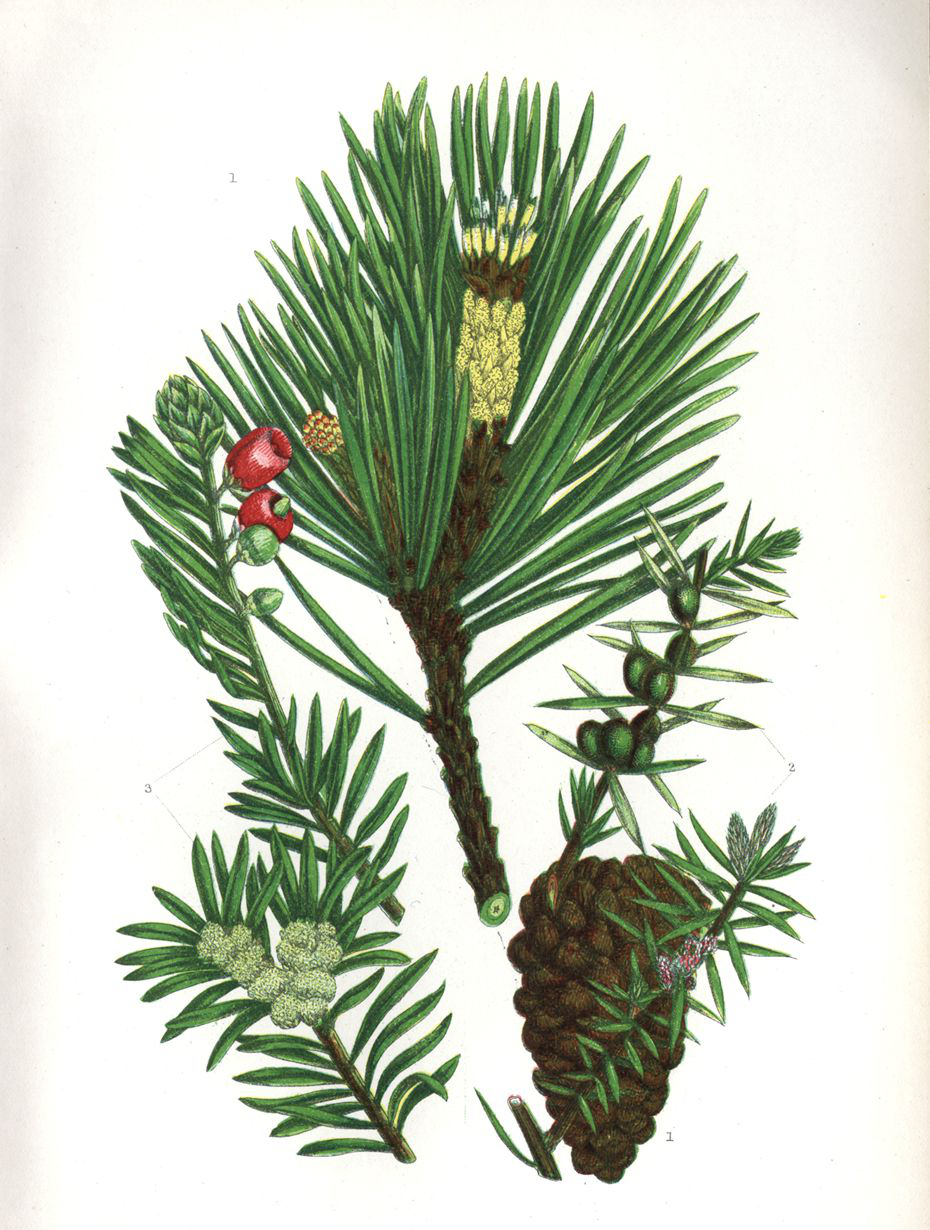
Pin sylvestre, Genévrier et If commun par Anne Pratt, The Flowering Plants, Grasses, Sedges, and Ferns of Great Britain and Their Allies the Club Mosses, Pepperworts, and Horsetails, Frederick Warne and Co., 6 vols., 1855–1873.

## Publications
- The Field, the Garden, and the Woodland, 1838
- Flowers and their associations, 1840
- The Pictorial Catechism of Botany, London, Suttaby and Co., 1842
- The Ferns of Great Britain, 1850
- Wild Flowers, deux volumes, 1852
- Poisonous, Noxious, and Suspected Plants, of our Fields and Woods, 1857
- The Flowering Plants, Grasses, Sedges, and Ferns of Great Britain and Their Allies the Club Mosses, Pepperworts, and Horsetails, London: Frederick Warne and Co., 6 vols., 1855–1873
- Chapters on Common Things of the Sea-side, Society for the Promotion of Christian Knowledge, 1850
- Our Native Songsters, Society for the Promotion of Christian Knowledge, 1853
- Haunts of the Wild Flowers, Routledge, Warne and Routledge, 1863
- The Garden Flowers of the Year, Religious Tract Society, 1846
- Wild Flowers of The Year, Religious Tract Society, 1846
- The Field, the Garden, and the Woodland : Or, Interesting Facts Respecting Flowers and Plants in Genera l: Designed for the Young, Volume 2, C. Cox, 194p, 1847
- The Excellent Woman as Described in Proverbs 31, Religious Tract Society, 1863